# Zračna baza Stepherd Field
Zračna baza Shepherd Field je zračna baza ratnog zrakoplovstva Nacionalne garde Zapadne Virginije odnosno njenog 167. zračnog krila.

## Povijest
Zračna baza je izgrađena 1938. a počela se koristiti od 1947. te je u službi i danas. Ona je dio zračnog krila Nacionalne garde iz Zapadne Virginije. Smještena je 6,5 km južno od grada Martinsburga te se nalazi uz regionalnu zračnu luku namijenjenu civilnom transportu.
Baza je smještena na površini od 205 hektara te osim asfaltne piste ima i 34 zgrade. Sama vojna instalacija okuplja 1.500 zaposlenog vojnog osoblja.
Shepherd Field je počeo djelovati 1947. godine pod nazivom Kanawha. Prvi zrakoplovi koji su korišteni bili su T-6 Texan, P-47 Thunderbolt i P-51 Mustang. Kroz sljedećih gotovo 50 godina promijenili su se ime, zadaća i veličina zračne baze. Jedino je ostao broj 167 koji je označavao zračno krilo kojem je baza dom.
1995. godine Shepherd Field se počeo mijenjati iz baze za obuku pilota u bazu za vojne transportne zrakoplove. Tako su civilni inženjeri raspoređeni u Panami a medicinsko osoblje u Hondurasu. Zračno krilo danas koristi transportne avione C-130 Hercules i C-5 Galaxy.

## Vanjske poveznice
- Službena web stranica 167. zračnog krila Nacionalne garde Zapadne Virginije  Arhivirana inačica izvorne stranice od 2. siječnja 2013. (Wayback Machine)